# APOBEC1
APOBEC1 (англ. Apolipoprotein B mRNA editing enzyme catalytic subunit 1) – білок, який кодується однойменним геном, розташованим у людей на короткому плечі 12-ї хромосоми.  Довжина поліпептидного ланцюга білка становить 236 амінокислот, а молекулярна маса — 28 192.
| 10         |  | 20         |  | 30         |  | 40         |  | 50         |
| ---------- |  | ---------- |  | ---------- |  | ---------- |  | ---------- |
| MTSEKGPSTG |  | DPTLRRRIEP |  | WEFDVFYDPR |  | ELRKEACLLY |  | EIKWGMSRKI |
| WRSSGKNTTN |  | HVEVNFIKKF |  | TSERDFHPSM |  | SCSITWFLSW |  | SPCWECSQAI |
| REFLSRHPGV |  | TLVIYVARLF |  | WHMDQQNRQG |  | LRDLVNSGVT |  | IQIMRASEYY |
| HCWRNFVNYP |  | PGDEAHWPQY |  | PPLWMMLYAL |  | ELHCIILSLP |  | PCLKISRRWQ |
| NHLTFFRLHL |  | QNCHYQTIPP |  | HILLATGLIH |  | PSVAWR     |  |            |

A: Аланін

C: Цистеїн

D: Аспарагінова кислота

E: Глутамінова кислота

F: Фенілаланін

G: Гліцин

H: Гістидин

I: Ізолейцин

K: Лізин

L: Лейцин

M: Метіонін

N: Аспарагін

P: Пролін

Q: Глутамін

R: Аргінін

S: Серин

T: Треонін

V: Валін

W: Триптофан

Кодований геном білок за функцією належить до гідролаз. 
Задіяний у такому біологічному процесі як процесінг мРНК. 
Білок має сайт для зв'язування з іонами металів, іоном цинку. 
Локалізований у цитоплазмі.